# Heliomata fulliola
Heliomata fulliola là một loài bướm đêm trong họ Geometridae.